# دریاچه ساری‌قمیش
دریاچهٔ ساری‌قَمیش (به ازبکی: Sariqamish koʻli، ساری‌قمیش کۉلی / به ترکمنی: Sarygamyş köli، ساریٛغامیٛش کؤلی، به قره‌قالپاقی: Sarıqamıs kóli، سارىُ‌قامىُس كولى) دریاچه‌ای است که میان دریاچهٔ آرال (خوارزم) و دریای کاسپین قرار دارد. حدود یک‌چهارم این دریاچه در ازبکستان و مابقی آن در ترکمنستان است. دریاچهٔ ساری‌قمیش تا قرن هفدهم از رود اوزبوی (انگلیسی: Uzboy)، یکی از شعبه‌های آمودریا، تغذیه می‌شد و در ادامهٔ مسیرش آب آن به خلیج ترکمن‌باشی، خلیجی کوچک در کرانهٔ شرقی دریای کاسپین می‌ریخت.